# Exclusive (album)
Exclusive – drugi studyjny album amerykańskiego wokalisty R&B Chrisa Browna, którego premiera odbyła się 6 listopada 2007 roku. Wydawnictwo ukazało się nakładem niezależnej wytwórni CBE, w kooperacji z Jive Records. Album osiągnął porównywalny sukces jak poprzednia płyta, sprzedając się w nakładzie przekraczającym dwa miliony sztuk, tym samym otrzymując status podwójnej platyny przyznany przez stowarzyszenie RIAA.
3 czerwca 2008 r. została wydana reedycja albumu, poszerzona o drugi dysk zawierająca sceny zakulisowe i teledyski.

## Lista utworów
Źródło.
| Nr  | Tytuł utworu                           | Producent                             | Długość |
| --- | -------------------------------------- | ------------------------------------- | ------- |
| 1.  | „Throwed”                              | Cox, State of Emergency               | 3:01    |
| 2.  | „Kiss Kiss” (gości. T-Pain)            | T-Pain                                | 4:10    |
| 3.  | „Take You Down”                        | The Underdogs, Edwards                | 4:05    |
| 4.  | „With You”                             | Stargate                              | 4:12    |
| 5.  | „Picture Perfect” (gości. will.i.am)   | will.i.am, Brown                      | 4:13    |
| 6.  | „Hold Up” (gości. Big Boi)             | Dre & Vidal, Dirty Harry, Don Cheegro | 3:48    |
| 7.  | „You”                                  | Los da Mystro                         | 3:22    |
| 8.  | „Damage”                               | The Runners                           | 4:16    |
| 9.  | „Wall to Wall”                         | Garrett, Scott                        | 3:43    |
| 10. | „Help Me”                              | The Underdogs, Rob Knox               | 3:17    |
| 11. | „I Wanna Be”                           | Dawkins, Dixon                        | 3:46    |
| 12. | „Gimme Whatcha Got” (gości. Lil Wayne) | Jazze Pha                             | 3:48    |
| 13. | „I'll Call Ya”                         | Swizz Beatz, Garrett                  | 3:53    |
| 14. | „Lottery”                              | The Underdogs, Knox                   | 3:41    |
| 15. | „Nice” (gości. The Game)               | Storch                                | 4:32    |
| 16. | „Down” (gości. Kanye West)             | Bigg D                                | 4:17    |
|     |                                        |                                       | 1:02:04 |